# Кирсан Иљумжинов
Кирсан Иљумжинов (рус. Кирса́н Никола́евич Илюмжи́нов; Елиста, 5. април 1962) руски је политичар и мулти-милионер, први шеф, после тога председник Републике Калмикије од 1993 до 2010, и актуелни председник ФИДЕ (Светске шаховске оргнизације) од 1995. године.

## Биографија
Његови родитељи били су са другим Калмицима депортовани од стране Стаљина за време Другог светског рата. Кирсан је одрастао у граду Елисти.

## Занимљивости
- Један мали астероид бр. 5570, откривена 1976. године носи његово име.
- Тврдио је да су га 1999. године киднаповали НЛО-ом ванземаљци на другу планету како би доказали људима да ванземаљски живот постоји.
- У предизборној председничкој кампањи 1993. године обећао је да ће сваком калмичком пастиру обезбедити по мобилни телефон.
- Као изразити љубитељ шаха, саградио је у главном граду Калмикије Елисти Шаховски град- светску престоницу шаха.
- Донео је указ о обавезном уврштавању шаховског образовања у школски систем.